# Halál árnyékában
A Halál árnyékában – Magyar rabszolgák Szibériában Adorján Sándor 1993-ban, magánkiadásban megjelent dokumentumregénye, melyben a Gulagon töltött 8 esztendejéről számol be. Adorjánt 1946-ban tartóztatták le 18 évesen, és tíz évre ítélte a a Szovjet Katonai Hadbíróság (bizonyíték nélkül). 1953-ban tért haza a Szovjetunióból, majd 1956-ban Kanadába emigrált.

## A történet
A pápai letartóztatásától kezdve elbeszéli vallatásait, ítéletét, és az útját Szibériába, ahol különböző munkatáborokat járt végig, és végzett különböző kényszermunkákat, reggeltől estig. Hidat is épített a transzszibériai vasútvonal egyik ágán az Angara folyón.
Egyik emléke két szökött rabról szól, akik a tajgában a tél során majdnem éhen haltak, az egyikük úgy menekült meg, hogy megölte és megette a társát. Később elfogták, és a táborokat végigjárva mindenhol el kellett mesélnie a történetét.